# Bythiolophus
Bythiolophus is een geslacht van stekelhuidigen uit de klasse van de Asteroidea (zeesterren).

## Soort
- Bythiolophus acanthinus Fisher, 1916